# Немања Калопер
Немања Калопер (рођен 1963) српски је космолог и академик, члан Америчког физичког друштва од 2012. године и ван редни члан састава Српске академије науке и уметности од 2. новембра 2016.

## Биографија
Завршио је основне студије Физике 1987. године и магистарске на Природно-математичком факултету Универзитета у Новом Саду. Докторирао је 1992. године на Универзитету Минесоте у Минеаполису. Радио је 1997—2002. на Универзитету Станфорд као научни сарадник, 2010. године као гостујући професор, 2002—2004. на Одељењу за физику Универзитета Калифорније у Дејвису као асистент, 2004—2006. као доцент и од 2006. године као редовни професор. Уређивао је Journal of Cosmology and Astroparticle Physics.